# Spodnje Grušovje
Spodnje Grušovje je naselje u slovenskoj Općini Slovenskim Konjicama. Spodnje Grušovje se nalazi u pokrajini Štajerskoj i statističkoj regiji Savinjskoj. 

## Stanovništvo
Prema popisu stanovništva iz 2002. godine naselje je imalo 192 stanovnika.